# 獨神
獨神（ひとりがみ、独神）乃是在日本神話中相對於夫婦配對組成的神祇來說，僅有單獨一人之神。這種神祇代表自然，形體抽象且沒有性別。
日本神話故事中的獨神為：
別天神：
1. 天御中主尊（あまのみなかぬし の みこと）
2. 高皇產靈尊（たかみむすひ の みこと）
3. 神皇產靈尊（かむみむすひ の みこと）
4. 天常立尊（あまのとこたち の みこと）
5. 可美葦牙彥舅尊（うましあしかひひこぢ の みこと）

神世七代的獨神：
1. 國常立尊（くにのとこたち の みこと）
2. 國狹槌尊（くにのさつち の みこと）
3. 豐斟渟尊（とよくむぬ の みこと）

### 引用
1. ↑  參考《日本の神々の事典 神道祭祀と八百万の神々》，薗田稔、茂木榮著，學習研究社，1997年12月。